# Coupeville (Washington)
Coupeville je gradić u američkoj saveznoj državi Washington. Prema popisu stanovništva iz 2010. u njemu je živjelo 1.831 stanovnika.